# Gymnopleurus elegans
Gymnopleurus elegans là một loài bọ cánh cứng trong họ Bọ hung (Scarabaeidae).